# Chasmopodium
Chasmopodium és un gènere de plantes de la família de les poàcies, ordre de les poals, subclasse de les commelínides, classe de les liliòpsides, divisió dels magnoliofitins.

## Taxonomia
A juny de 2024, el gènere està format per 2 espècies:
- Chasmopodium afzelii Stapf
- Chasmopodium caudatum (Hackel) Stapf